# Турнеја Британских и Ирских Лавова по Аргентини 1936.
Турнеја Британских и Ирских Лавова по Аргентини 1936. (службени назив:1936 Great Britain tour of Argentina) је била турнеја острвског рагби дрим тима по Аргентини 1936. Најбољи рагбисти Ирске и Велике Британије су на овој турнеји одиграли укупно 10 утакмица и забележили 10 победа, примивши само 12 поена. Ово је била последња турнеја Британаца и Ираца по Јужној Америци.

## Тим
Стручни штаб
- Менаџер Даг Прентис
- Судија Хју Хјус

Играчи
- Бернард Гедни, капитен
- Чарлс Бемиш
- Џон Брет
- Веси Бојл
- Џон Гордон
- Овен Чедвик
- Пол Кок
- Филип Данкли
- Џорџ Хенкок
- Питер Хобс
- Томас Хаскинсон
- Том Новлс
- Александар Оболенски
- Хордерн
- Мол
- Пратен
- Робин Прескот
- Вилсон Шо
- Џон Талент
- Харолд Урен
- Џим Анвин
- Џок Вотерс
- Вилијам Вотсон

## Утакмице
| Утак. | Тим              | Резултат | Тим    |
| ----- | ---------------- | -------- | ------ |
| 1.    | Буенос Ајрес     | 0:55     | Лавови |
| 2.    | Аргентина А      | 0:27     | Лавови |
| 3.    | Оливос           | 3:27     | Лавови |
| 4.    | Аргентина Б      | 0:28     | Лавови |
| 5.    | Пацифик реилвејс | 0:62     | Лавови |
| 6.    | Литорал          | 0:41     | Лавови |
| 7.    | Олд џорџијан     | 6:55     | Лавови |
| 8.    | Белграно         | 3:37     | Лавови |
| 9.    | Аргентина        | 0:23     | Лавови |
| 10.   | Атлетико         | 0:44     | Лавови |

### Генерални учинак
| Одиграно утакмица | Победа Лавова | Нерешено | Пораз Лавова |
| ----------------- | ------------- | -------- | ------------ |
| 10                | 10            | 0        | 0            |

| Победник турнеје 1936.         |
| ------------------------------ |
| Британски и ирски лавови (1-0) |

## Статистика
Највише поена против Аргентине
Џон Брет 7 поена